# World Ports Classic 2014
De 3e editie van de wielerwedstrijd World Ports Classic vond in 2014 plaats op 24 en 25 mei. De eerste etappe bracht het peloton van Rotterdam naar Antwerpen. In de tweede etappe reden de renners terug, over een ander parcours. De ronde maakte deel uit van de UCI Europe Tour 2014, in de categorie 2.1. In 2013 won de Belg Nikolas Maes. Dit jaar won de Nederlander Theo Bos.

## Deelnemende ploegen
| WorldTour               | ProContinentaal              | Continentaal       |
| ----------------------- | ---------------------------- | ------------------ |
| Belkin                  | Topsport Vlaanderen-Baloise  | De Rijke           |
| Giant-Shimano           | Wanty-Groupe Gobert          | Metec-TKH          |
| Lotto-Belisol           | Bretagne-Séché Environnement | Wallonie-Bruxelles |
| Omega Pharma-Quick-Step | Cofidis                      |                    |
| AG2R La Mondiale        | IAM Cycling                  |                    |
| Astana                  | MTN-Qhubeka                  |                    |
| Katjoesja               | Neri Sottoli                 |                    |
|                         | NetApp-Endura                |                    |

## Etappe-overzicht
| etappe | datum  | start     | finish    | type       | afstand | winnaar         | klassementsleider |
| ------ | ------ | --------- | --------- | ---------- | ------- | --------------- | ----------------- |
| 1e     | 24 mei | Rotterdam | Antwerpen | Vlakke rit | 195 km  | André Greipel   | André Greipel     |
| 2e     | 25 mei | Antwerpen | Rotterdam | Vlakke rit | 159 km  | Ramon Sinkeldam | Theo Bos          |

## Etappe-uitslagen

### 1e etappe
| Rotterdam - Antwerpen (195 km) |                    |                         |          |
| Plaats                         | Naam               | Ploeg                   | Tijd     |
| Winnaar                        | André Greipel      | Lotto-Belisol           | 4u41'11" |
| 2                              | Aleksandr Porsev   | Katjoesja               | z.t.     |
| 3                              | Theo Bos           | Belkin                  | z.t.     |
| 4                              | Danilo Napolitano  | Wanty-Groupe Gobert     | z.t.     |
| 5                              | Louis Verhelst     | Cofidis                 | z.t.     |
| 6                              | Nikolas Maes       | Omega Pharma-Quick-Step | z.t.     |
| 7                              | Francesco Chicchi  | Neri Sottoli            | z.t.     |
| 8                              | Roeslan Tleoebajev | Astana                  | z.t.     |
| 9                              | Blaž Jarc          | NetApp-Endura           | z.t.     |
| 10                             | Robin Stenuit      | Wallonie-Bruxelles      | z.t.     |

| Algemeen klassement |                    |                     |          |
| Plaats              | Naam               | Ploeg               | Tijd     |
| Blauwe trui         | André Greipel      | Lotto-Belisol       | 4u41'11" |
| 2                   | Aleksandr Porsev   | Katjoesja           | + 04"    |
| 3                   | Theo Bos           | Belkin              | + 06"    |
| 4                   | Ramon Sinkeldam    | Giant-Shimano       | + 07"    |
| 5                   | Andreas Stauff     | MTN-Qhubeka         | z.t.     |
| 6                   | Jesper Asselman    | Metec-TKH           | + 08"    |
| 7                   | Ronan van Zandbeek | De Rijke            | z.t.     |
| 8                   | Matthias Brändle   | IAM Cycling         | + 09"    |
| 9                   | Dries Hollanders   | Metec-TKH           | z.t.     |
| 10                  | Danilo Napolitano  | Wanty-Groupe Gobert | + 10"    |

### 2e etappe
| Antwerpen - Rotterdam (159 km) |                     |                              |          |
| Plaats                         | Naam                | Ploeg                        | Tijd     |
| Winnaar                        | Ramon Sinkeldam     | Giant-Shimano                | 3u27'02" |
| 2                              | Theo Bos            | Belkin                       | z.t.     |
| 3                              | Greg Henderson      | Lotto-Belisol                | z.t.     |
| 4                              | Louis Verhelst      | Cofidis                      | z.t.     |
| 5                              | Sam Bennett         | NetApp-Endura                | z.t.     |
| 6                              | Michael Van Staeyen | Topsport Vlaanderen-Baloise  | z.t.     |
| 7                              | Romain Feillu       | Bretagne-Séché Environnement | z.t.     |
| 8                              | Roy Jans            | Wanty-Groupe Gobert          | z.t.     |
| 9                              | Matteo Pelucchi     | IAM Cycling                  | z.t.     |
| 10                             | Remco te Brake      | Metec-TKH                    | z.t.     |

## Eindklassementen
| Plaats      | Naam                | Ploeg                        | Tijd     |
| ----------- | ------------------- | ---------------------------- | -------- |
| Blauwe trui | Theo Bos            | Belkin                       | 8u08'00" |
| 2           | Ramon Sinkeldam     | Giant-Shimano                | z.t.     |
| 3           | Aleksandr Porsev    | Katjoesja                    | + 05"    |
| 4           | Gregory Henderson   | Lotto-Belisol                | + 09"    |
| 5           | Andreas Stauff      | MTN-Qhubeka                  | + 10"    |
| 6           | Jesper Asselman     | Metec-TKH                    | + 11"    |
| 7           | André Greipel       | Lotto-Belisol                | + 12"    |
| 8           | Wesley Kreder       | Wanty-Groupe Gobert          | z.t.     |
| 9           | Matteo Pelucchi     | IAM Cycling                  | z.t.     |
| 10          | Louis Verhelst      | Cofidis                      | + 13"    |
| 11          | Robin Stenuit       | Wallonie-Bruxelles           | z.t.     |
| 12          | Michael Van Staeyen | Topsport Vlaanderen-Baloise  | z.t.     |
| 13          | Romain Feillu       | Bretagne-Séché Environnement | z.t.     |
| 14          | Kristian Sbaragli   | MTN-Qhubeka                  | z.t.     |
| 15          | Sam Bennett         | NetApp-Endura                | z.t.     |
| 16          | Roy Jans            | Wanty-Groupe Gobert          | z.t.     |
| 17          | Antoine Demoitié    | Wallonie-Bruxelles           | z.t.     |
| 18          | Gert Steegmans      | Omega Pharma-Quick-Step      | z.t.     |
| 19          | Tim De Troyer       | Wanty-Groupe Gobert          | z.t.     |
| 20          | Alexej Tsatevitsj   | Katjoesja                    | z.t.     |

| Plaats      | Naam            | Ploeg         | Punten |
| ----------- | --------------- | ------------- | ------ |
| Groene trui | Theo Bos        | Belkin        | 45     |
| 2           | Louis Verhelst  | Cofidis       | 34     |
| 3           | Ramon Sinkeldam | Giant-Shimano | 30     |

| Plaats     | Naam            | Ploeg               | Tijd     |
| ---------- | --------------- | ------------------- | -------- |
| Witte trui | Ramon Sinkeldam | Giant-Shimano       | 8u08'00" |
| 2          | Jesper Asselman | Metec-TKH           | + 11"    |
| 3          | Wesley Kreder   | Wanty-Groupe Gobert | + 12"    |
|            |                 |                     |          |
| 5          | Louis Verhelst  | Cofidis             | + 13"    |

## Klassementenverloop
| Etappe       | Winnaar         | Algemeen klassement · | Puntenklassement · | Jongerenklassement · | Ploegenklassement   |
| ------------ | --------------- | --------------------- | ------------------ | -------------------- | ------------------- |
| 1            | André Greipel   | André Greipel         | André Greipel      | Ramon Sinkeldam      | Giant-Shimano       |
| 2            | Ramon Sinkeldam | Theo Bos              | Theo Bos           | Ramon Sinkeldam      | Wanty-Groupe Gobert |
| 0Eindstanden | 0Eindstanden    | Theo Bos              | Theo Bos           | Ramon Sinkeldam      | Wanty-Groupe Gobert |

## UCI Europe Tour
In deze World Ports Classic zijn punten te verdienen voor de ranking in de UCI Europe Tour 2014. Enkel renners die uitkomen voor een (pro-)continentale ploeg, maken aanspraak om punten te verdienen.
| Positie                      | 1e | 2e | 3e | 4e | 5e | 6e | 7e | 8e | 9e | 10e | 11e | 12e |
| Eindklassement               | 80 | 56 | 32 | 24 | 20 | 16 | 12 | 8  | 7  | 6   | 5   | 3   |
| Per etappe                   | 16 | 11 | 6  | 5  | 4  | 2  |    |    |    |     |     |     |
| Drager leiderstrui (per dag) | 8  |    |    |    |    |    |    |    |    |     |     |     |

| # | Renner              | Ploeg                       | Punten |
| - | ------------------- | --------------------------- | ------ |
| 1 | Andreas Stauff      | MTN-Qhubeka                 | 20     |
| 2 | Jesper Asselman     | Metec-TKH                   | 16     |
| 3 | Louis Verhelst      | Cofidis                     | 15     |
| 4 | Wesley Kreder       | Wanty-Groupe Gobert         | 8      |
| 5 | Matteo Pelucchi     | IAM Cycling                 | 7      |
| 6 | Danilo Napolitano   | Wanty-Groupe Gobert         | 5      |
| 6 | Michael Van Staeyen | Topsport Vlaanderen-Baloise | 5      |
| 6 | Robin Stenuit       | Wallonie-Bruxelles          | 5      |
| 7 | Sam Bennett         | NetApp-Endura               | 4      |

2012 · 
2013 ·
2014 ·
2015
Etappewedstrijden

 Ster van Bessèges ·
 Ronde van de Middellandse Zee ·
 Ruta del Sol ·
 Ronde van de Algarve ·
 Ronde van de Haut-Var ·
 Driedaagse van West-Vlaanderen ·
 Internationale Wielerweek ·
 Internationaal Wegcriterium ·
 Driedaagse van De Panne-Koksijde ·
 Ronde van de Sarthe ·
 Ronde van Trentino ·
 Ronde van Turkije ·
 Vierdaagse van Duinkerke ·
 Ronde van Azerbeidzjan ·
 Szlakiem Grodów Piastowskich ·
 Ronde van Castilië en León ·
 Ronde van Picardië ·
 Ronde van Noorwegen ·
 World Ports Classic ·
 Ronde van Beieren ·
 Ronde van België ·
 Tour des Fjords ·
 Ronde van Estland ·
 Ronde van Luxemburg ·
 Boucles de la Mayenne ·
 Ster ZLM Toer ·
 Ronde van Slovenië ·
 Route du Sud ·
 Ronde van Oostenrijk ·
 Sibiu Cycling Tour ·
 Ronde van Wallonië ·
 Ronde van Portugal ·
 Ronde van Denemarken ·
 Ronde van de Ain ·
 Ronde van Burgos ·
 Arctic Race of Norway ·
 Ronde van de Limousin ·
 Ronde van Poitou-Charentes ·
 Ronde van Groot-Brittannië ·
 Ronde van Gévaudan Languedoc-Roussillon ·
 Eurométropole Tour
Eendaagse wedstrijden

 GP La Marseillaise ·
 Grote Prijs van de Etruskische Kust ·
 Trofeo Palma ·
 Trofeo Ses Salines ·
 Trofeo Serra de Tramuntana ·
 Trofeo Platja de Muro ·
 Trofeo Laigueglia ·
 Ronde van Murcia ·
 Omloop Het Nieuwsblad ·
 Classic Sud Ardèche ·
 GP Lugano ·
 Clásica de Almería ·
 Kuurne-Brussel-Kuurne ·
 La Drôme Classic ·
 Le Samyn ·
 GP Città di Camaiore ·
 Strade Bianche ·
 Roma Maxima ·
 Ronde van Drenthe ·
 Dwars door Drenthe ·
 Nokere Koerse ·
 GP Nobili Rubinetterie ·
 Handzame Classic ·
 Classic Loire-Atlantique ·
 Grote Prijs van Cholet-Pays de Loire ·
 Dwars door Vlaanderen ·
 Route Adélie de Vitré ·
 Volta Limburg Classic ·
 Grote Prijs Miguel Indurain ·
 Ronde van La Rioja ·
 Scheldeprijs ·
 GP Cerami ·
 Klasika Primavera ·
 Parijs-Camembert ·
 Brabantse Pijl ·
 GP Denain ·
 Ronde van de Finistère ·
 Tro Bro Léon ·
 Ronde van Keulen ·
 La Roue Tourangelle ·
 Rund um den Finanzplatz Eschborn-Frankfurt ·
 Ronde van de Somme ·
 ProRace Berlin ·
 Grote Prijs van Plumelec ·
 Boucles de l'Aulne ·
 Ronde van Zeeland Seaports ·
 GP Kanton Aargau ·
 Ronde van Limburg ·
 Ronde van de Apennijnen ·
 Halle-Ingooigem ·
 Prueba Villafranca de Ordizia ·
 GP Industria & Artigianato-Larciano ·
 Ronde van Toscane ·
 Circuito de Getxo ·
 Polynormande ·
 RideLondon Classic ·
 GP Stad Zottegem ·
 Arnhem-Veenendaal Classic ·
 Châteauroux Classic de l'Indre ·
 Druivenkoers Overijse ·
 Brussels Cycling Classic ·
 GP Fourmies ·
 Ronde van de Doubs ·
 GP Jef Scherens ·
 Coppa Bernocchi ·
 GP van Wallonië ·
 Coppa Agostoni ·
 Ronde van de Drie Valleien ·
 Kampioenschap van Vlaanderen ·
 Grote Prijs Impanis-Van Petegem ·
 Memorial Marco Pantani ·
 GP Industria & Commercio di Prato ·
 GP van Isbergues ·
 Omloop van het Houtland ·
 Duo Normand ·
 Milaan-Turijn ·
 Ronde van het Münsterland ·
 Ronde van de Vendée ·
 Memorial Frank Vandenbroucke ·
 Coppa Sabatini ·
 Parijs-Bourges ·
 Ronde van Emilia ·
 Parijs-Tours ·
 GP Beghelli ·
 Nationale Sluitingsprijs ·
 Chrono des Nations